# كيرن غيبونز
كيرن غيبونز (بالإنجليزية: Kieran Gibbons)‏ (6 فبراير 1995 باسكتلندا في المملكة المتحدة - ) هو لاعب كرة قدم بريطاني في مركز الوسط. لعب مع نادي أبردين وهاميلتون أكاديميكال ونادي كاودينبيث لكرة القدم ونادي ليفينغستون لكرة القدم.

## وصلات خارجية
- كيرن غيبونز على موقع قاعدة بيانات كرة القدم.إي يو (الإنجليزية)
- كيرن غيبونز على موقع Soccerbase.com (لاعب) (الإنجليزية)
- كيرن غيبونز على موقع Soccerway.com (الإنجليزية)